# Anelasticidad
La anelasticidad se refiere a cualquier comportamiento de la mecánica de sólidos en la cual la tensión en instante no es una función exclusivamente de las deformaciones instantáneas del sólido. Es decir, el comportamiento anelástico requiere variables adicionales diferentes de la deformación instantánea, a diferencia de lo que sucede en el comportamiento elástico.
La anelasticidad se debe a un conjunto muy variado de factores que pueden agruparse en dos categorías principales:
- Aparición de deformaciones plásticas irreversibles, por las que parte del trabajo realizado por las fuerzas sobre el sólido no se transforman en energía potencial elástica sino en transformaciones termodinámicas irreversibles del material de ahí que no pueda existir una relación directa entre el trabajo realizado y la deformación elástica obtenida.
- Dependencia de la velocidad de deformación, en estos casos la deformación instantánea no determina por sí misma la tensión, sino que la tensión depende tanto de la deformación instantánea como de la velocidad de deformación.

## Formulación matemática
Como la descripción del comportamiento anelástico requiere no sólo el conocimiento de la deformación en un instante dado sino el conocimiento de deformaciones en todos los instantes anteriores, el comportamiento anelástico a veces se denomina comportamiento con "memoria de deformación". Para un material elástico (sin memoria de deformación) la relación entre tensión y deformación puede representarse como una simple función del tipo:

{\displaystyle {\boldsymbol {\sigma }}:\mathbb {R} ^{6}\to \mathbb {R} ^{6},\qquad {\boldsymbol {\sigma }}=f({\boldsymbol {\varepsilon }})}

En cambio en un sólido anelástico, la necesidad de incluir toda la serie de deformaciones en instantes anteriores obliga a definir la tensión como un funcional sobre el conjunto de diferentes funciones de deformación:

{\displaystyle {\boldsymbol {\sigma }}:{\mathcal {F}}(\mathbb {R} ^{m})\to \mathbb {R} ^{6}}

Donde:
{\displaystyle {\mathcal {F}}(\mathbb {R} ^{m})=\{{\boldsymbol {{\tilde {\varepsilon }}^{t}}}|{\boldsymbol {{\tilde {\varepsilon }}^{t}}}(\tau ,\mathbf {x} ,{\boldsymbol {\iota }})={\boldsymbol {\varepsilon }}(t-\tau ,\mathbf {x} ,{\boldsymbol {\iota }})\}}
{\displaystyle {\boldsymbol {\varepsilon }}}, representa la deformación.
{\displaystyle {\boldsymbol {\iota }}}, representa un conjunto de variables internas adicionales.
En el caso de la plasticidad y la viscoelasticidad el funcional anterior puede simplificarse notablemente. En particular la plasticidad permite definir unas variables internas acumulativas relacionadas con la deformación plástica por lo que la tensión sí puede expresarse como función de las deformaciones en un instante y simultáneamente de las variables internas, sino necesidad de usar funcionales.